# Kristen Meadows
Kristen Meadows (* 7. Januar 1957 in Milwaukee, Wisconsin als Kristen Haering) ist eine US-amerikanische Schauspielerin.

## Leben und Karriere
Ihr Fernsehdebüt gab Meadows 1982 in der US-Seifenoper Liebe, Lüge, Leidenschaft. In Deutschland wurde sie als Victoria Lane in der Fernsehserie California Clan bekannt. Dort spielte sie von 1986 bis 1989 eine Hauptrolle. 1989 wurde sie für diese Rolle für den Soap Opera Digest nominiert.
Nebenbei trat Meadows in zahlreichen Fernsehproduktionen, wie X-Factor, MacGyver, Das A-Team oder T.J. Hooker auf.
Meadows ist seit 1988 mit Bill Sheridan verheiratet.

## Filmografie
- 1982: Liebe, Lüge, Leidenschaft (One Life to Live, Fernsehserie, eine Folge)
- 1983: A Fine Romance (Fernsehfilm)
- 1983: Matt Houston (Fernsehserie, eine Folge)
- 1983: Lotterie (Lottery!, Fernsehserie, eine Folge)
- 1983: T.J. Hooker (Fernsehserie, eine Folge)
- 1983–1984: Ein Colt für alle Fälle (The Fall Guy, Fernsehserie, drei Folgen)
- 1983, 1985: Das A-Team (The A-Team, Fernsehserie, zwei Folgen)
- 1984: Trio mit vier Fäusten (Riptide, Fernsehserie, eine Folge)
- 1984: Automan (Fernsehserie, eine Folge)
- 1984: Sins of the Past (Fernsehfilm)
- 1984: Glitter (Fernsehserie, eine Folge)
- 1984: Polizeirevier Hill Street (Hill Street Blues, Fernsehserie, drei Folgen)
- 1985: Simon & Simon (Fernsehserie, zwei Folgen)
- 1985: Street Hawk (Fernsehserie, eine Folge)
- 1985: Double Dare (Fernsehserie, eine Folge)
- 1986: The Wizard (Fernsehserie, eine Folge)
- 1986–1989: California Clan (Santa Barbara, Fernsehserie, 288 Folgen)
- 1988: Sonny Spoon (Fernsehserie, eine Folge)
- 1990: Polizeibericht (Fernsehserie, eine Folge)
- 1991: Paradise (Fernsehserie, eine Folge)
- 1991: MacGyver (Fernsehserie, eine Folge)
- 1994: Zero Tolerance
- 1996: Baywatch Nights (Fernsehserie, eine Folge)
- 1996: High Tide – Ein cooles Duo (High Tide, Fernsehserie, eine Folge)
- 1998: X-Factor: Das Unfassbare (Beyond Belief: Fact or Fiction, Fernsehserie, eine Folge)
- 2001: Reich und Schön (The Bold And The Beautiful, Fernsehserie, eine Folge)
- 2001: Evolution